# Albuca paucifolia
Albuca paucifolia är en sparrisväxtart som först beskrevs av U.Müll.-doblies och D.Müll.-doblies, och fick sitt nu gällande namn av John Charles Manning. Albuca paucifolia ingår i släktet Albuca och familjen sparrisväxter.

## Underarter
Arten delas in i följande underarter:
- A. p. karooparkensis
- A. p. paucifolia